# Dendrobium sinominutiflorum
Dendrobium sinominutiflorum är en orkidéart som beskrevs av S.C.Chen, J.J.Wood och H.P.Wood. Dendrobium sinominutiflorum ingår i släktet Dendrobium, och familjen orkidéer. Inga underarter finns listade i Catalogue of Life.